# Milán-San Remo 1935
La Milán-San Remo 1935 fue la 28.ª edición de la Milán-San Remo. La carrera se disputó el 17 de marzo de 1935. El vencedor final el italiano Giuseppe Olmo, que se impuso al esprint a sus compañeros de fuga.

## Clasificación final
| Posición | Ciclista         | Equipo         | Tiempo     |
| -------- | ---------------- | -------------- | ---------- |
| 1        | Giuseppe Olmo    | Bianchi        | 7h 48' 39" |
| 2        | Learco Guerra    | Maino          | m. t.      |
| 3        | Mario Cipriani   | Frejus         | m. t.      |
| 4        | Gino Bartali     | Frejus         | m. t.      |
| 5        | Alfredo Bovet    | Bianchi        | + 1' 54"   |
| 6        | Aldo Bini        | Maino          | m. t.      |
| 7        | Antonio Negrini  | Frejus         | m. t.      |
| 8        | Rinaldo Gerini   | -              | m. t.      |
| 9        | Joseph Demuysere | Genial Lucifer | m. t.      |
| 10       | Giuseppe Martano | Frejus         | + 4' 29"   |